# Carrollton (Nowy Jork)
Carrollton – miasto w Stanach Zjednoczonych, w stanie Nowy Jork, w hrabstwie Cattaraugus.